# Gwendal
Pour les articles homonymes, voir Gwendal (homonymie).
Gwendal est un groupe instrumental de musique bretonne et celtique formé en 1972.
Ses influences sont multiples, allant de la musique traditionnelle irlandaise au rock, en passant par le jazz et la musique classique. Le répertoire est composé de morceaux traditionnels irlandais et bretons, mais aussi d'instrumentaux originaux que certains qualifient de folk rock progressif.  L'influence du jazz est toutefois plus importante que celle du rock.

## Historique

### Les débuts
Le groupe se forme à l'automne 1972 à l'initiative de Jean-Marie Renard (guitare rythmique) qui devient par la suite le manager du groupe. Il réunit cinq copains musiciens de cultures musicales différentes (classique, jazz, folk, rock) autour d'une passion commune, la musique celtique : outre Jean-Marie Renard, Youenn Le Berre (flûte, bombarde), Bruno Barré (violon) et Patrice Grupallo (percussions) et Roger Schaub (basse). Il se nomme tout d'abord Soporific string band. Mais ce titre paraît peu commercial, à l'époque de la vague celtique, et leur maison de disques leur impose un nom plus breton.
Gwendal se distingue dès le début des nombreux autres groupes français inspirés par les musiques traditionnelles bretonnes et irlandaises par le choix de ce qui fera la continuité de son style durant toute sa carrière : un son mêlant des mélodies d'influences traditionnelles, et des arrangements et des rythmiques fortement influencés par les courants musicaux modernes des différentes époques : jazz, rock...
Durant ses cinq décennies d'existence, Gwendal aura connu de nombreux changements de musiciens accompagnant l'évolution du groupe, le flûtiste Youenn Le Berre, leader actuel, en étant le seul originaire.

### Les années 1970: «âge d'or» du groupe
Le 1er album (homonyme) de Gwendal, plus connu sous le nom de Irish Jig (du nom de son premier titre), sort en 1974. On y trouve déjà le noyau instrumental qui est resté depuis lors une constante du son du groupe : flûtes et violon pour les mélodies, guitare acoustique, mandoline et basse pour la rythmique. Le disque propose un son encore assez proche d'une musique irlandaise assez classique mais les envolées jazzy de Youenn Le Berre à la bombarde agacent les traditionalistes. Le « lutin géant » de la pochette restera longtemps le symbole du groupe.
Le 2e album (également homonyme) de Gwendal, plus connu sous le nom de Joe Cant's Reel (du nom de son premier titre), sort en 1975. Certaines compositions (Douze degrés, Rue du Petit-Musc, Benoît, Le coucou migrateur) sont originales, et sont aussi les plus réussies. La pochette du disque est illustrée par Claire Bretécher. Roger Schaub y joue de la basse. On note deux chorus d'un trompettiste anonyme aux accents très baroques dans Crystal palace : c'est encore une initiative originale, cet instrument étant peu prisé des groupes folks.
Le groupe s'électrifie à partir du 3e album, plus connu sous le nom de Rainy Day (du nom de son premier titre) ou À Vos Désirs (mots apparaissant au verso de l'album), sorti en 1976, avec l'adjonction de la guitare électrique avec l'arrivée de Ricky Caust et de la batterie avec Arnaud Rogers. Le groupe passe alors de cinq à sept musiciens. La pochette du disque est illustrée par Enki Bilal. La première face reprend des traditionnels irlandais. La seconde comprend un vaste morceau aux influences jazzistiques certaines. Le Berre y joue du saxophone : son solo torrentiel évoque Archie Shepp ou Michael Brecker. L'album fera encore grincer les puristes, en Bretagne, où le groupe est sifflé à plusieurs reprises. Parallèlement à cette évolution, le répertoire comporte de plus en plus de compositions personnelles, qui constitueront l'intégralité du contenu des albums à partir de 4 (sous-titré Les Mouettes Se Battent) (sorti en 1979).
Le 10 mars 1976, Gwendal donne un concert au théâtre Daniel Sorano à Vincennes dans le cadre du Festival Films folk. En juin 1976, Gwendal participe au festival de musique traditionnelle de Mamirolle ; le groupe refuse de paraître sur le double album pressé par les organisateurs, estimant que la sonorisation du festival n'a pas permis un bon enregistrement. Le groupe joue en tête d'affiche du Nyon Folk Festival 1978 (le 23 juillet, jour de clôture du festival).
En 1979, Gwendal publie son 4e album (homonyme), le bien nommé 4 (plus connu sous le titre Les Mouettes se Battent) sur lequel se font sentir de multiples influences, de reflets jazzy aux échos du rock progressif. Olivier Pédron remplace Arnaud Rogers à la batterie. Au printemps 1979, Gwendal participe au Printemps de Bourges et à l'été 1979 au festival des Césarines-Pleine Lune organisé à Saint-Céré dans le Lot.

### Les années 1980: confirmation du succès en Espagne

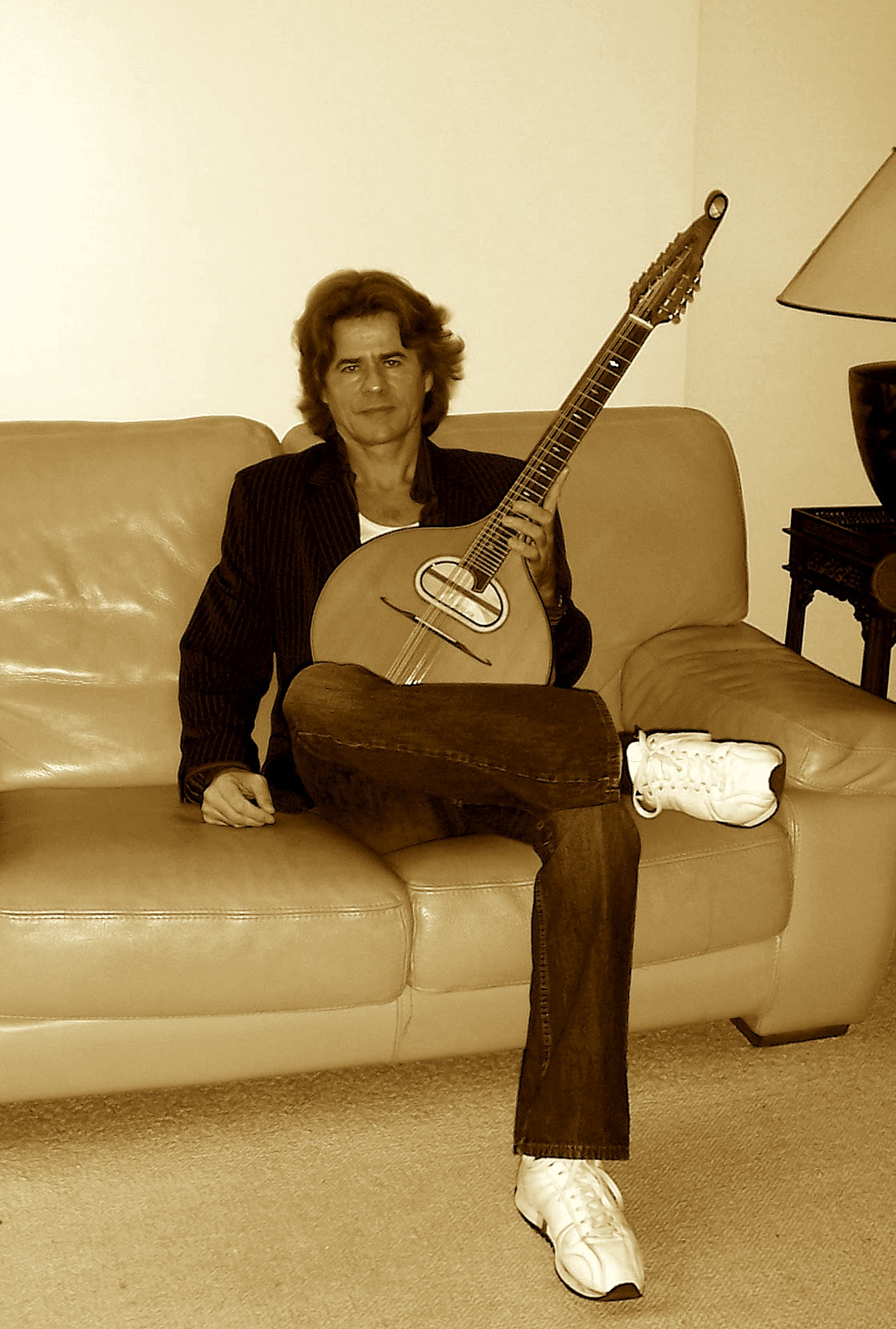
Robert Le Gall

En 1980, Gwendal se produit à Madrid au Teatro Alcalá, dont le concert est filmé. En 1981, le groupe publie son premier album live sobrement intitulé En Concert :  c'est l'enregistrement d'une série de concerts donnés à Madrid du 8 au 11 avril 1981 au Colegio Mayor San Juan Evangelista (effectué à l'aide du studio mobile des Rolling Stones). Le groupe a toujours eu beaucoup de succès en Espagne, certainement plus qu'en France.[réf. nécessaire]
Cette même année 1981, la formation évolue à nouveau : le guitariste François Ovide rejoint le groupe en remplacement de Ricky Caust et Robert Le Gall rejoint le groupe à la basse en remplacement de Roger Schaub qui change en partie de métier en devenant luthier en Bretagne. 
En 1983, le fondateur du groupe et leader historique Jean-Marie Renard quitte la scène et devient manager du groupe. Cette même année, Gwendal sort son 6e album (homonyme), plus connu sous le nom de Locomo (du nom de son premier titre), enregistré au château d'Hérouville. Patrice Guillaumat remplace Olivier Pédron à la batterie, Robert Le Gall étant toujours à la basse. 
En 1985, Gwendal sort Danse la Musique, aux arrangements très simples, presque disco. Pour la première fois, un titre chanté est mis au répertoire de cette formation instrumentale. Bertrand Binet est alors le guitariste du groupe, Patrick Tillman le violoniste. Le groupe change de maison de disque et patiente quelques années avant de retourner en studio pour proposer un travail élaboré. Deux ans plus tard, Robert Le Gall quitte le rôle du bassiste pour tenir celui du violoniste et devient co-leader du groupe avec Youenn Le Berre.
En 1989, Gwendal sort Glen River. Ce huitième album offre une musique plus sobre que les précédents, loin du son jazzy des années 1970 ou disco du précédent. L'album reçoit un excellent accueil et obtiendra le prix de l'Académie Charles-Cros en 1990. Avec cet album, le groupe passe de cinq à six musiciens sur scène, avec l'introduction d'un nouvel instrument—le synthétiseur—tenu par Paul Faure.

### Les années 1990: continuité de la présence scénique
Un nouveau venu, le bassiste Michel Valy, rejoint Gwendal en 1993. 
Le 27 novembre 1993, Gwendal donne un concert à Paris au Passage du Nord-Ouest au cours duquel il interprète (en particulier) pas moins de 9 titres (sur 14) de Glen River (son dernier album en date) et reprend deux de ses classiques, Sopo song (1974) et Benoît (1975). 
Par la suite, David Rusaouen prend la place de batteur et Pascal Sarton celui de bassiste.
Sorti en 1995, l'album Pan ha Diskan (« Pan et refrain », en référence au kan ha diskan) suit la même voie musicale que Glen River. Les musiciens de Gwendal ouvrent leur cœur celte aux autres cultures par l'intégration d'instruments africains et indiens. Le groupe joue avec Liam O'Flynn, virtuose irlandais de l'uilleann pipe.
Suit une longue période de repos pour le groupe, chacun de ses membres participant à d'autres formations musicales : 
- Robert Le Gall rejoint la formation d'Alan Stivell comme guitariste et directeur musical ;
- François Ovide rejoint le chanteur Renaud, Maxime Le Forestier, Patricia Kaas. Il meurt le 29 mai 2002 ;
- Paul Faure entame avec succès une carrière de pianiste de jazz, puis de musique latine. Il meurt le 16 mars 2019[10] ;
- en 1996, Youenn le Berre créé le groupe Mugar, mélange de musique celte et berbère. Il s'implique également dans le projet O'stravaganza, mélange de musique de Vivaldi et de musique traditionnelle irlandaise. Ce disque est produit par Hugues de Courson, ancien bassiste de Malicorne, également producteur des albums Lambarena (mélange de musique de Bach et de musique africaine) et Mozart l'égyptien (mélange de musique de Mozart et de musique égyptienne) qui ont tous deux reçu un très bon accueil critique.

Durant toutes ces années, le groupe continue à se produire régulièrement en Espagne, mais peu en France. Fin juin 1997, Gwendal joue en tête d'affiche du Festival national de blues du Creusot.
En 1998, François Ovide, Robert Le Gall et Youenn Le Berre fondent le groupe Igwan, mélange de Gwendal et de Mugar.

### Les années 2000:War-Raog, retour discographique après dix ans d'absence

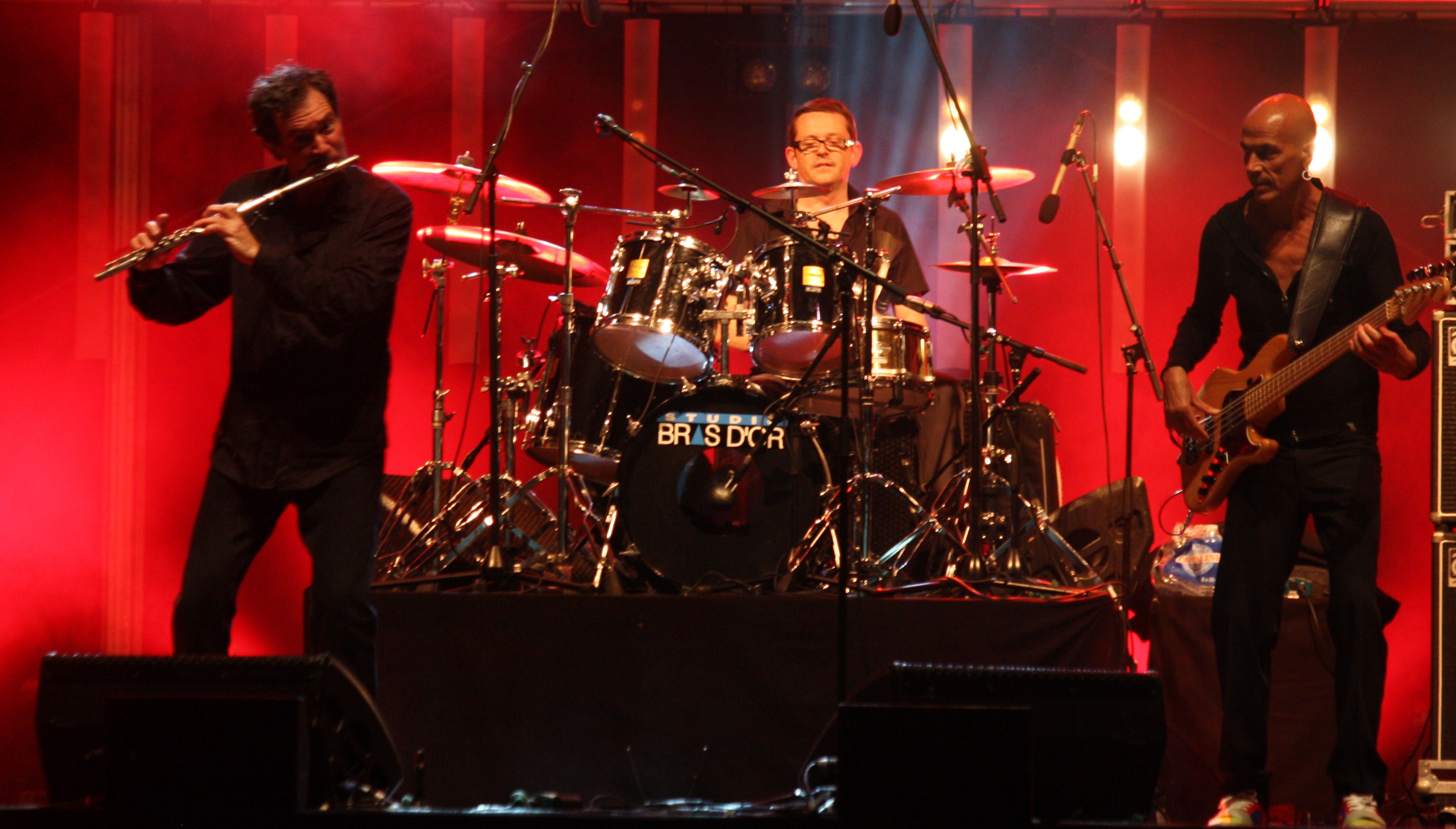
Youenn Le Berre, David Rusaouen et Pascal Sarton sur la scène du festival Het Lindeboom à Loon-Plage le 24 juillet 2009

En 2002, Jean-Claude Philippe, au violon, les rejoint. En 2003, deux nouveaux membres intègrent le groupe : Ludovic Mesnil, également guitariste de Dan Ar Braz et Jérôme Gueguen, également claviériste de Stone Age.
Le 6 juillet 2003, le groupe donne un concert avec Carlos Núñez à Collado Villalba près de Madrid.
En 2005, Gwendal sort son dixième album, War-Raog, résultat du travail sur scène et en studio de la formation du moment comportant désormais 6 musiciens : Youenn Le Berre, Jean-Claude Philippe, Ludo Mesnil, Jérôme Guéguen, Pascal Sarton et David Rusaouen. 
Le 30 juin 2006, le groupe se produit en France sur la Plaine du campus de la Cité scientifique à Villeneuve-d'Ascq (Nord).
Une compilation Best Of sort en 2008 chez Keltia Musique. 
Gwendal donne un concert le 6 septembre 2008 près de Madrid, à Alcorcón, au Estadio de fútbol lors du Festival de Música Celta-Rock pendant les Fiestas Patronales Alcorcón.
En 2009, Gwendal donne 2 concerts en France : le 22 juillet 2009 à Quimper à l'Espace Évêché dans le cadre du festival de Cornouaille et le 24 juillet 2009 à Loon-Plage dans le cadre du festival Het Lindeboom.

### Les années 2010 et 2020: tournées des célébrations etLive in Getxo

#### 2010-2011
Début août 2010, Gwendal est l'invité du festival interceltique de Lorient. Le 7 août 2010, le groupe se produit à la Festa da Carballeira de Zas (Espagne).

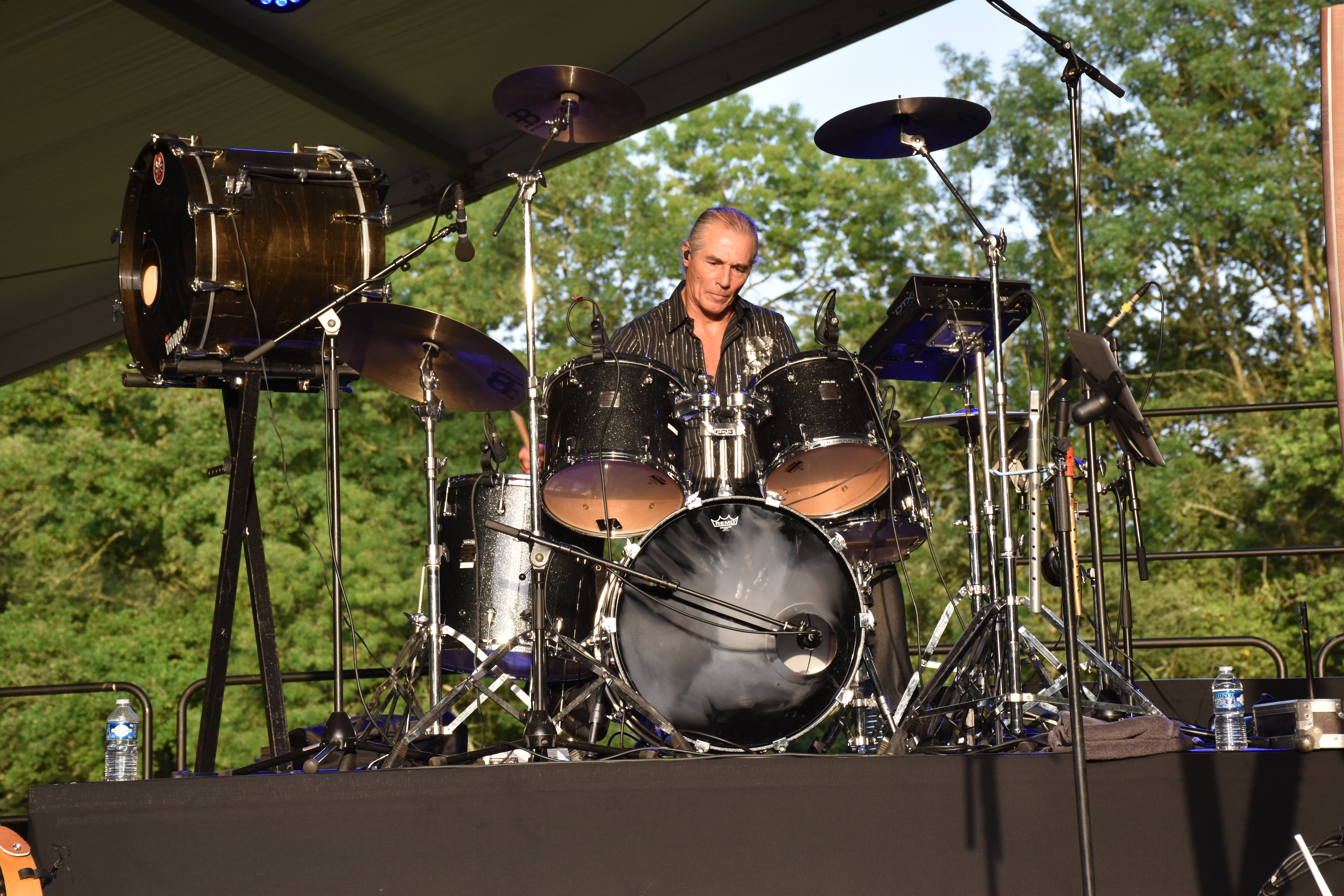
Marc Hazon le 30 juin 2019 en en Vendée (avec Alan Stivell)

Gwendal donne un concert le 18 mars 2011 au Scarabée à La Verrière (Yvelines). Le groupe se produit ensuite dans le cadre de deux festivals : le 16 avril 2011 au Teatro Cine Moderno en tête d'affiche du Festival folk de San Pedro del Pinatar près de Murcie (Espagne) et le 13 août 2011 sur la grande scène Stan Hugill du Festival du chant de marin de Paimpol (Bretagne).

#### 2012-2013: tournée de célébration des 40 ans du groupe
Dans le cadre de son 40 Ans Tour, Gwendal donne 7 concerts en Espagne au printemps 2012 : le 26 avril à Madrid (Sala Pénelope), le 27 avril à Burgos (Sala El Hangar), le 29 avril à León (Auditorio Ciudad de León), le 30 avril à Bilbao (Sala Rockstar Live), le 2 mai à Saragosse (Palacio de Congresos), le 3 mai à Barcelone (Sala Bikini) et le 5 mai 2012 à Castellón (Sala Opal). Le groupe se produit au 13e Festival Intercéltico de Sendim le 4 août 2012 et gratuitement à La Butte du Fort de Bénodet (près de Quimper) dans le cadre du festival L'Été en fête le 15 août 2012.
Le 13 juillet 2013, Gwendal participe au Festival Internacional do Mundo Celta de Ortigueira en Galice (Espagne) et le 15 août 2013, Gwendal est l'invité du Festival des Filets bleus à Concarneau (Bretagne). Le 14 septembre 2013, Gwendal donne l'un des derniers concerts de son 40 Ans Tour dans le cadre des Fiestas de San Mateo à Oviedo (Plaza de la Catedral) dans la province des Asturies (Espagne).

#### 2014: annonce de la préparation d'un nouvel album studio
Le 10 janvier 2014, Gwendal annonce qu'il travaille à la préparation d'un nouvel album studio, 40 ans après le premier, avec « l'espoir d'être bientôt sur scène »[réf. nécessaire] mais le projet ne se concrétise pas. 
Le 15 mars 2014, Gwendal participe à la soirée folk de la Saint-Patrick à l'Espace Culturel Daniel Balavoine de Gandrange (Lorraine) avec Groupe sans gain en première partie.

#### 2016: nouvel album live et concerts en Espagne
Gwendal publie le 24 mai 2016 un nouvel album live intitulé Live in Getxo, enregistré le 5 septembre 2015 (sous la tente "Las Arenas") lors du festival folk de Getxo au Pays basque en Espagne), , sous les deux formats CD & DVD. L'album comprend 15 titres dont quelques classiques du groupe plus (Irish Jig) ou moins (Glaz Noz, Steren, Noces de Granit) anciens mais aussi des titres issus du dernier album studio (Gave Hot, Stone Eire, Stone Jig, Stand All, Suite d'Arrée) paru en 2005. C'est la première parution du groupe en huit ans (depuis la compilation Le Best Of parue en 2008) et seulement le second album live de sa carrière.
Après un concert donné le 16 avril 2016 dans le cadre du festival folk printanier "Folixa Na Primavera" de Mieres (commémorant alors sa 20e édition) et un passage le 18 mai 2016 à La Flèche d'Or à Paris, Gwendal annonce le 27 mai 2016 une mini tournée de trois dates en Espagne du 30 juin au 2 juillet 2016[réf. nécessaire] en célébration de leur 45e anniversaire sur scène.

#### 2017-2018: tournée de célébration des 45 ans du groupe
Dans le cadre de la tournée de célébration de ses 45 ans, Gwendal donne une série de concerts en Espagne : le 4 août 2017 à Festa da Carballeira, Zas ; le 17 mars 2018 à la salle Mon Live à Madrid; le 24 mai 2018 au Capitol à Saint-Jacques-de-Compostelle ; le 16 juin 2018 à Praza de Santa María à Lugo; le 29 juin 2018 à Plaza del Azoguejo, Ségovie ; le 21 août 2018 au festival Aste Nagusia 2018 sur la Plaza Nueva à Bilbao ; le 23 août 2018 à la salle Baluarte de la Candelaria à Cadix.

#### 2019-2020: tournéeIrish Jig 45
Par la suite, Gwendal continue de se produire en Espagne, cette fois dans le cadre de la tournée Irish Jig 45 1972-2019 de célébration des 45 ans du premier album : le 14 juin 2019 à Razzmatazz 2 à Barcelone ; le 11 juillet 2019 au Festival de Ortigueira 2019 sur l'Explanada del Puerto Deportivo à Ortigueira ; le 5 septembre 2019 au Teatro Zorrilla à Valladolid ; le 17 janvier 2020 au Teatro Coliseo à Eibar.

#### 2022-présent: tournée de célébration des 50 ans du groupe
Dans le cadre de la tournée de célébration de ses 50 ans (50 1972-2022), Gwendal se produit le 25 juillet 2022 à l'Auditorio de Castrelos dans le cadre du XXVIIIe Festival Folk Internacional de Vigo; le 30 septembre 2022 à la salle Mon Madrid à Madrid et en concert gratuit le 2 octobre 2022 à la salle Kafe Antzokia à Bilbao. La tournée se prolonge les années suivantes : le 28 juillet 2023 à Santander, le 5 octobre 2024 au festival FAI UN SOL à Tomares,,.  
Gwendal se produira le 24 mai 2025 à La Rinconada, province de Séville, et le 9 juillet 2025 (à nouveau) au festival de Ortigueira.

## Membres du groupe

### En 2011-2012, la formation comptait les membres suivants
- Youenn Le Berre – flûtes, bombarde, cornemuse
- Jérôme Guéguen – claviers
- Pascal Sarton – basse
- Vincent Leutreau – violon (succédant à Jean-Claude Philippe)
- Ludo Mesnil – guitare
- David Rusaouen – batterie
- Michel Valy – deuxième basse
- Marc Hazon – deuxième batteur
- Eric Peycelon  – technicien, sound designer

### Le5 septembre 2015, lors du concert donné au festival Folk deGetxo,Pays basque,Espagne
La formation comptait les membres suivants :
- Youenn Le Berre – flûte, bombarde
- Jeróme Guéguen – claviers
- Michel Valy – basse
- Vincent Leutreau – violon
- Ludo Mesnil – guitares
- David Rusaouen – batterie
- Marcos Valles Garcia - son direct, production et réalisation

et en tant qu'invités, les musiciens suivants : 
- Anxo Lorenzo
- Xabi Aburruzaga
- Rubén Diez
- Rubén Alba

## Discographie

### Albums studio et live
- 1974 : Gwendal (ou Irish Jig)
- 1975 : Gwendal (ou Joe Cant's Reel) (album rebaptisé Joe Can't Reel à l'occasion de la réédition CD espagnole de 1996)
- 1976 : Gwendal (ou Rainy Day (À vos désirs))
- 1979 : 4 (ou Les Mouettes se battent)
- 1981 : En concert (album live #1)
- 1983 : Gwendal (ou Locomo[n 7])
- 1985 : Danse la musique
- 1989 : Glen River
- 1995 : Pan Ha Diskan
- 2005 : War-Raog
- 2016 : Live in Getxo (album live #2)

### Compilations
- 1994 : Les Plus Belles Chansons de Gwendal (EMI)
- 1998 : Aventures celtiques (EMI)
- 2008 : Le Best Of (Keltia Musique)